# Ergane benjarei
Ergane benjarei là một loài nhện trong họ Salticidae.
Loài này thuộc chi Ergane. Ergane benjarei được Elizabeth Maria Gifford Peckham & George William Peckham miêu tả năm 1907.